# Liste der Bischöfe von Calvi
Die folgenden Personen waren Bischöfe von Calvi (Italien):
- Heiliger Casto (um 66)
- Calepodius († 307)
- Liberius († 405)
- Ruffo († 414)
- Aurelio († 504)
- Aucupio († 513)
- Claudius († 556)
- Leo († 567)
- Rodolfo († 767)
- Silvio († 797)
- Niceta (798, † 814)
- Passio († 828)
- Ferdinand († 828)
- Valentin (838, † 842)
- Andreas (853)
- Johannes I.
- Alderico
- Falconio
- Giraldo (1098--)
- Peter I. (1141, † 1144)
- Guglielmo († 1155)
- Tancredo (1174--)
- ? (1233)
- Odoardo (1245--)
- Palmerio (1245--)
- Iserbardo (1265–1272)
- Gregor I. (1272--)
- Landolfo (1289)
- Robert I. († 1291)
- Enrico (1294--)
- Federico (1311--)
- Johannes II. († 1324)
- Peter II. (1325)
- Taddeo († 1331)
- Johannes III. (1332–1333)
- Stefan I. (1342–1345)
- Johannes IV. (1345–1348)
- Peter III. (1348–1362)
- Rainaldo (1362--)
- Antonio I. († 1370)
- Robert II. († 1375)
- Johannes V. († 1393)
- Bartolomeo (1393–1403)
- Stefan II. (1403–1414)
- Antonio II. (1413–1415)
- Antonio III. (1415–1443)
- Angelo Mazziotta (1443–1446)
- Antonio IV. (1466--)
- Angelo Marotta (1495--)
- Maurelio Marotta (1495--)
- Matteo de Magnano (1505--)
- Gabriele de Ursini (1512–1519)
- Giovanni Antonio Gallo (1519–1543)
- Bernardino de Laurentis (1545--)
- Marino de Ianiario (1546--)
- Berenguer Gombau (1547–1551)
- Belisario Gambara (1551–1556)
- Vincenzo de Magnano (1557--)
- Gaspare del Fosso (1571--)
- Silvio Magnano (1574)
- Paolo de Baucio (1575)
- Ascanio Marchesino (1576 --)
- Scipione Bozza (1580..) (auch Bischof von Lucera)
- Fabio Maranta (1582–1619)
- Gregorio del Bufalo (1619–1623)
- Gennaro Filomarino (1623–1650)
- Francesco Falcucci (1651–1659)
- Vincenzo II. Carafa (1660–1679)
- Vincenzo M. de Silva (1679–1702)
- Caracciolo del Sole (1702–1714)
- Giovanni Carafa (1719)
- Filippo Positano (1720–1732)
- Gennaro M. Danza (1732–1741)
- Giuseppe Barone (1741)
- Agnelo Fraggianni (1742–1756) (auch Bischof von Venafro)
- Giuseppe Maria Capece Zurlo (1756–1782) (auch Erzbischof von Neapel)
- Andrea de Lucia (1792–1829)
- Giuseppe M. Pezzella (1829–1833)
- Giuseppe M. Trama (1834–1837)
- Nicola Sterlini (1840–1860)
- Bartolomeo Kardinal d’Avanzo (1860–1884)
- Alfonso Maria Giordano, C.SS.R. (1884–1907)
- Albino Pella (1908–1915) (auch Bischof von Casale Monferrato)
- Calogero Licata (1916–1924)
- Giuseppe Marcozzi (1926–1940)
- Giacinto Tamburini (1941–1944)
- Vincenzo Bonaventura Medori (1945–1950)
- Giacomo Palombella (1951–1954) (auch Erzbischof von Matera)
- Matteo Guido Sperandeo (1954–1984)
- Felice Cece (1984–1989)
- Francesco Tommasiello (1989–2005)
- Arturo Aiello (2006–2017) (dann Bischof von Avellino)
- Giacomo Cirulli (seit 2017)